# Austrocurupira nicholsoni
Austrocurupira nicholsoni är en tvåvingeart som först beskrevs av Tillyard 1922.  Austrocurupira nicholsoni ingår i släktet Austrocurupira och familjen Blephariceridae. Inga underarter finns listade i Catalogue of Life.